# سموری سجزی
سموری سجزی سیستانی، از شاعران و کاتبان معروف سیستانی و از شخصیت‌های ممتاز قرن ششم هجری قمری است.
عوفی شعر او را از سخن معشوقان، دلکش تر و خط او را از خط دلبران عنبر زلف، خوش تر وصف می‌کند.
سموری سجزی به مسائل حکمت و تعلیمی توجه زیاد داشته و عزت و آزادگی را تبلیغ می‌کرده است.
| هرکه چون گل، به زر فریفته شد    |  | در عمل آبروی داد به باد |
| دست کوتاه باش و راست، همچون سرو |  | تا سرافراز باشی و آزاد  |

## جستار های وابسته
- سیستان
- شاعران سیستانی
- شاعران ایرانی